# 7979 Pozharskij
7979 Pozharskij eller 1978 SV7 är en asteroid i huvudbältet som upptäcktes den 26 september 1978 av den sovjetisk-ryska astronomen Ljudmila Zjuravljova vid Krims astrofysiska observatorium på Krim. Den är uppkallad efter ryske fursten Dmitrij Pozjarskij.
Asteroiden har en diameter på ungefär 11 kilometer.